# Katedra w Bedii
Katedra w Bedii (gruz. ბედიის მონასტერი) – prawosławna cerkiew, pierwotnie sobór katedralny we wsi Bedia. Jej patronką jest Blacherneńska Ikona Matki Bożej.
Świątynia powstała w końcu X stulecia, prawdopodobnie prace budowlane zostały ukończone w 999. Fundatorem katedry był król Gruzji Bagrat III. Został on w 1014 pochowany na jej terenie. Świątynia w Bedii była katedrą eparchii podlegającej Katolikosom Mcchety, a następnie Katolikosom Abchazji. W połowie XVII w. nabożeństwa przestały się w niej odbywać, dopiero w II poł. XIX w. obiekt przywrócono do użytku liturgicznego. Obecnie (pocz. XXI w.) w świątyni trwają prace restauracyjne.
Cerkiew w Bedii jest budowlą typu krzyżowo-kopułowego. Całość wsparta jest na czterech filarach. Do pomieszczenia ołtarzowego oraz bocznych pomieszczeń przyległych do nawy przylegają absydy. Wewnątrz i na zewnątrz ściany świątyni obłożone są płytami z piaskowca, na ścianie zachodniej znajduje się płaskorzeźba przedstawiająca krzyż. Bogata dekoracja rzeźbiarska zdobi obramowania okien i drzwi. We wnętrzu cerkiew była pierwotnie zdobiona freskami, jednak ich znaczna część nie przetrwała. Na ścianie zachodniej zachował się fresk na temat starotestamentowy z postacią cesarza Konstantyna.
Szczególnym zabytkiem związanym z katedrą jest złoty kielich, zachowany częściowo. Według zawartej na nim inskrypcji był to dar króla Bagrata III i jego matki dla ufundowanej przez władcę świątyni. Na kielichu widoczne są płaskorzeźbione postacie Chrystusa Zbawiciela, Matki Bożej, Świętych Piotra i Pawła oraz Ewangelistów i Apostołów.